# Batalla de North Anna
La batalla de North Anna se libró del 23 al 26 de mayo de 1864, como parte de la campaña de Overland, del general de la Unión Ulysses S. Grant, contra el Ejército del Norte de Virginia, dirigida por el general confederado Robert E. Lee. Consistió en este caso en una serie de pequeñas acciones cerca del río North Anna, en Virginia central, y no de un combate general como en las batallas anteriores.

## Antecedentes
Después de haber fallado en vencer a Lee en la batalla de Spotsylvania, Grant decidió avanzar hacia el río North Anna para tratar de ponerse otra vez entre Lee y Richmond. Estaba a 32 km al sudeste de Spotsylvania y el general Grant sabía, que el centro ferroviario allí era crucial para los suministros del general Lee. Grant estaba de esa manera haciendo lo que otros comandantes de la Unión no habían hecho desde 1861 y era asegurarse de que el Ejército del Norte de Virginia estuviera en constante acción para evitar que se reequipara.

## La batalla
Lee, habiendo previsto que iba a irse a ese lugar y teniendo la ventaja de poder llegar antes, llegó al lugar a tiempo y estableció una defensa tipo V invertida para enfrentarse a los unionistas. Sabía que la topografía estaría también de su lado de esa manera. Para ello cavó trincheras comparables con las de Spotsylvania. 
Cuando las tropas unionistas llegaron el 23 de mayo, Grant, a causa de la topografía, se vio obligado a dividir su ejército en tres partes para poder atacar al ejército de Lee, ya que además tenía el río como obstáculo. Actuó así según los planes de Lee, que también estaba en posiciones más altas y mejores que en Spotsylvania. En los enfrentamientos que siguieron, los confederados pudieron así mantener sus líneas sin problemas. Lee planeó entonces una ofensiva para partir en dos el ejército de Grant: Sin embargo el general Lee cayó enfermó y no tenía a nadie que pudiese dirigir esa ofensiva en su lugar. De esa manera el frente se quedó inamovible durante la batalla.
Finalmente vino la lluvia el 26 de mayo y el frente, en cualquier aspecto, quedó inamovible.

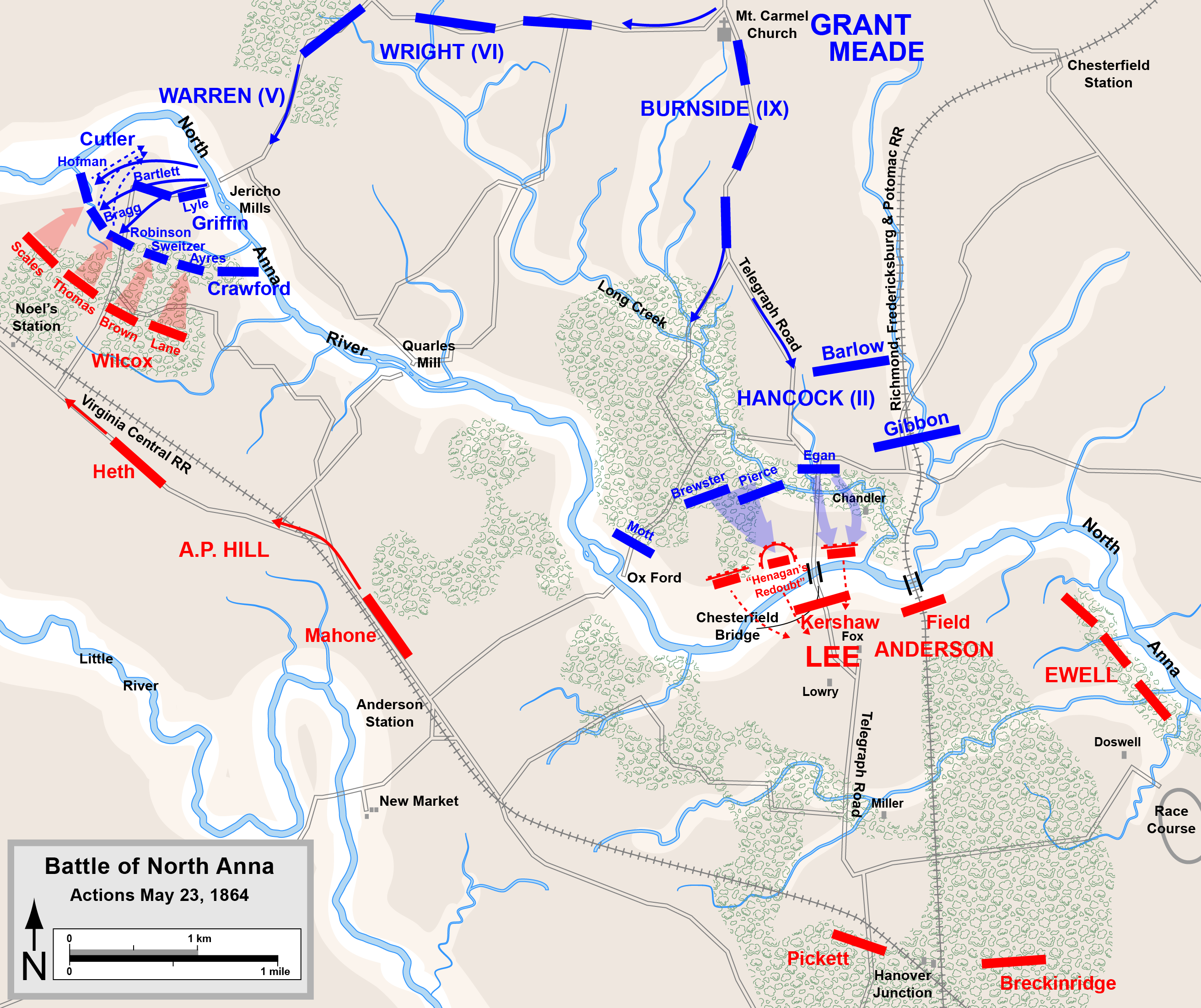
Acciones durante el 23 de mayo de 1864      Confederación     Unión
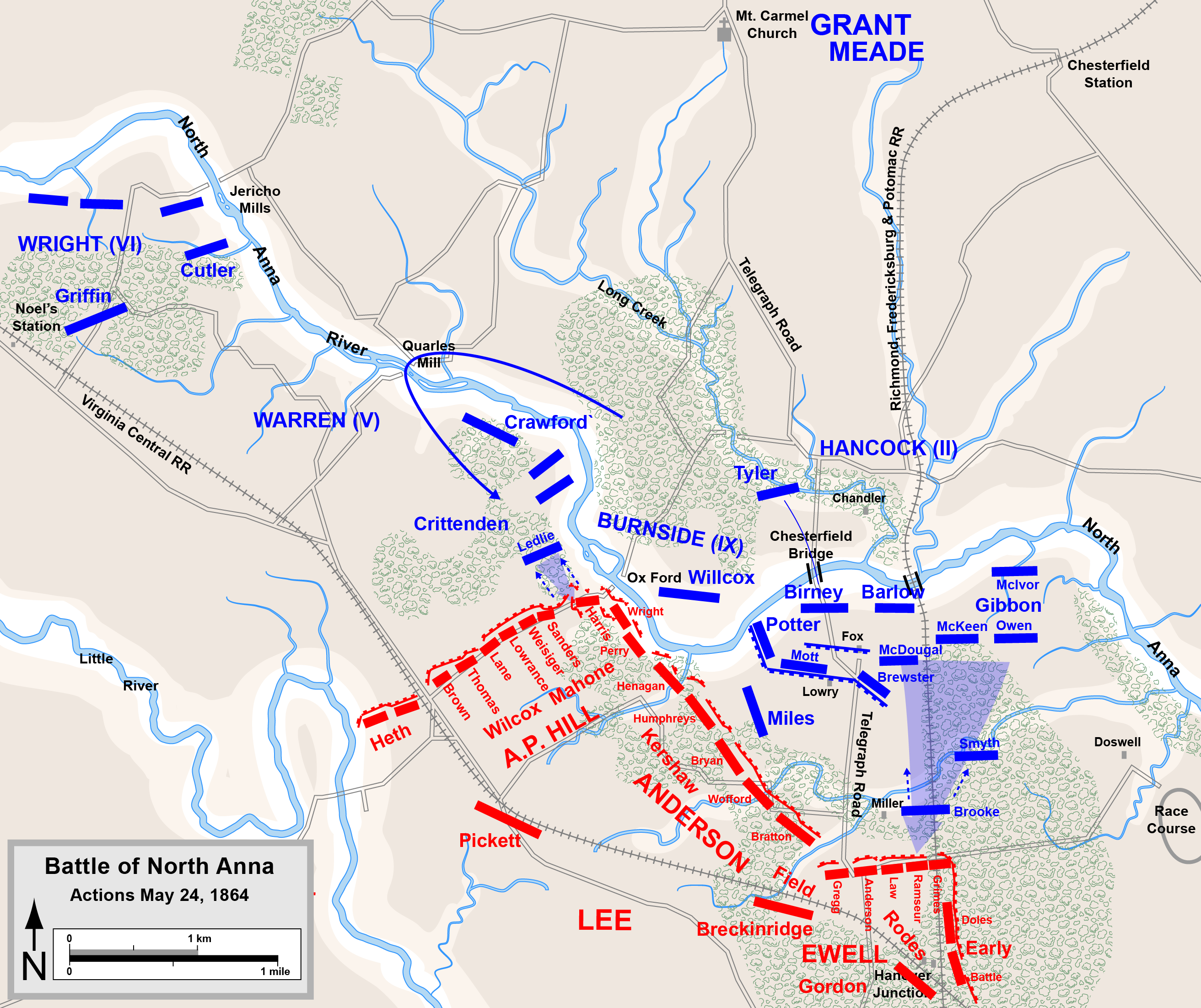
Acciones durante el 24 de mayo de 1864      Confederación     Unión
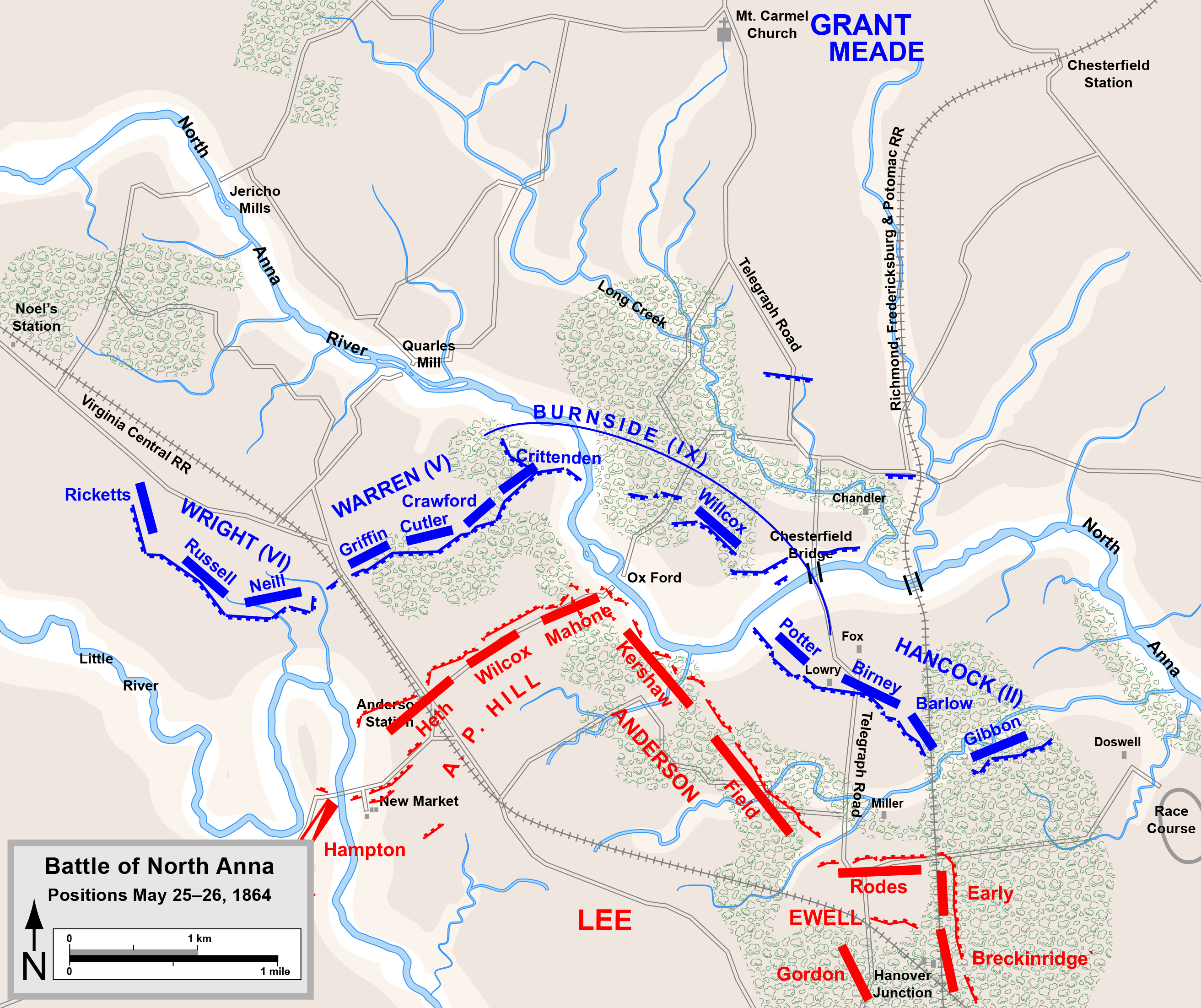
Acciones durante el 25-26 de mayo de 1864      Confederación     Unión

## Consecuencias
Cuando Grant se dio cuenta de la precaria situación en la que estaba, él decidió retirar al ejército del lugar. Entonces se movió otra vez hacia el sudeste en dirección a Richmond, mientras que Lee le siguió. Ambos ejércitos volverían a encontrarse en Cold Harbor, donde se enfrentarían otra vez. Sin embargo Grant pensó erróneamente a causa de que Lee no utilizase la ventaja, en la que estaba, que la confederación estaba en sus últimos suspiros y eso causó que perdiese el cuidado en la batalla venidera y eso fue lo que llevó a Lee a poder vencerlos en ese lugar.